# Can Budó
Can Budó és una masia de Darnius (Alt Empordà) inclosa a l'Inventari del Patrimoni Arquitectònic de Catalunya.

## Descripció
Situada a ponent del nucli urbà de la població de Darnius, relativament propera a la part de tramuntana del pantà de Darnius Boadella.
Masia aïllada formada per tres grans cossos adossats, que li proporcionen una planta irregular. Presenten les cobertes de teula de dos vessants i estan distribuïts en planta baixa i pis. El cos principal, situat a la banda de tramuntana del conjunt, té la façana principal orientada a ponent, i presenta un portal d'accés d'arc de mig punt adovellat, amb la clau gravada amb una inscripció il·legible, que dona accés directe al pis, on hi ha l'habitatge. A l'extrem de migdia del parament destaca una finestra rectangular emmarcada amb carreus de pedra desbastats. Consta de tres crugies perpendiculars a la façana, la de tramuntana coberta amb volta de pedruscall i les altres dues amb cairats de fusta. Els murs són bastits en pedra. Compta amb una terrassa davantera descoberta, a la que s'accedeix mitjançant unes escales de pedra exteriors situades al costat nord. La planta baixa presenta estances en origen destinades als animals. La façana de tramuntana presenta un petit cos rectangular amb teulada d'un sol aiguavés, que probablement correspongui al forn. De la façana de migdia destaca el portal d'accés d'arc rebaixat i les restes d'una galeria d'arcs de mig punt al pis. En general, la resta d'obertures de la masia són rectangulars i, moltes d'elles, conserven els emmarcaments de carreus de pedra escairats. També n'hi ha que són bastides en maons. A la banda de ponent del conjunt hi ha un cos rectangular amb la coberta de dos aiguavessos, destinat als animals, que presenta un portal d'accés reformat, que en origen era d'arc rebaixat i estava bastit en pedra. L'interior presenta un sostre de bigues de fusta.
La construcció està bastida en pedra sense treballar disposada irregularment i lligada amb abundant morter de calç.